# Наша Маша и волшебный орех
«На́ша Ма́ша и волше́бный оре́х» — российский полнометражный 3D-мультфильм компании «Амедиа». Рабочие названия — «Кракатук», «Наша Маша в Земляничной стране».
Первоначально мультфильм планировался как детский и основанный на сказке «Щелкунчик», но после долгих переделок превратился в самостоятельную историю для подростковой аудитории. Мультфильм провалился в прокате и был раскритикован в прессе за низкое качество компьютерной графики и неуместный эротизм. Итоговую версию мультфильма критиковал и его изначальный сценарист Леонид Каганов.

## Сюжет
В новогоднюю ночь Маша остаётся одна дома. Она не верит, что найдёт настоящих друзей среди одноклассников, и поэтому привязана лишь к своим игрушкам: буратино Борьке, плюшевому медведю Михею и новому роботу Гоше, подаренному ей на этот Новый год. На прогулке она находит волшебный орех Кракатук, и дома с ней начинают происходить чудеса: сама Маша уменьшается, а её игрушки оживают. Внезапно орех крадут крысы Ник и Дик, которые следили за Машей с того самого момента, как она взяла в руки Кракатук, и прыгают в дупло новогодней ёлки. Маша и игрушки прыгают за ними, и в дупле оказывается портал. С его помощью все четверо попадают в Сказочную страну, где игрушки становятся людьми, а Кракатук возвращается к ним. Мальчики, втайне влюбившиеся в Машу, ревнуют её друг к другу. От местных жителей им становится известно, что страной правит злобный и коварный Император, умеющий, как и всё его войско, превращаться из человека в крысу. Он грабит народ и держит Солнце на цепи, чтобы рабочее время суток наступало, когда ему вздумается. В это время сам Император с помощью волшебного зеркала видит Машу, влюбляется в неё и решает на ней жениться.
Вернувшимся Нику и Дику Император повелевает доставить Машу и Кракатук к нему. Те находят девушку и похищают её вместе с орехом. Михей, Борька и Гоша, поссорившись и разделившись, отправляются спасать подругу. Тем временем Император пытается расколоть орех и загадать своё желание, но у него ничего не получается. Услышав насмешки Маши и её отказ стать его женой, он бросает пленницу в темницу. Первым освободить Машу пытается Борька, но он, спасаясь от стражников, случайно попадается в свою же ловушку. Вскоре в замок заходит Михей, решивший идти напролом. Путём грубой силы он добирается до Императора, перебив его войско, но наступает на люк и падает в подземелье. Затем в замок пробирается Гоша, убегает от крыс и, прячась от них, находит библиотеку. Там в одной из книг он встречает волшебника и узнаёт, что является принцем Сказочной страны, которого волшебник послал за Кракатуком в реальный мир под видом игрушки. Также он узнаёт, что его дедушка ради бабушки осушил и запечатал озеро в бутылке, а крысы, больше не боявшиеся воды, захватили королевство. Волшебник предупреждает, что расколоть орех и загадать желание можно только в полночь. Гоша не может решиться: ему надо одновременно и прогнать крыс, и спасти своих друзей, а желание Кракатук исполняет только одно.
В этот момент Император, пытавшийся расколоть орех тяжелым молотком, пробивает пол и падает в библиотеку. Замешкавшись, он роняет орех, и его перехватывает Гоша. Случайно принц проговаривается, что Кракатук можно использовать только в новогоднюю полночь, думая, что Император это уже знает, а затем сбегает прочь. Тогда Император велит публично казнить Машу, Борьку и Михея, решив, что Гоша придёт и отдаст орех взамен их спасения. Так и случается. Получив в руки всех четверых, Император отвлекается, и друзья сбегают на летательном аппарате, перед этим перехватив Кракатук через волшебное зеркало. Гоша освобождает Солнце от цепи, но Император сам догадывается о способностях зеркала и в очередной раз забирает орех. Крысы пытаются помешать друзьям улететь, и Михей, жертвуя собой, прыгает на врагов с высоты и разбивается.
После этого Гоша говорит, что его дедушка где-то спрятал запечатанное озеро. Маша замечает, как в памятнике тому самому дедушке скрыта стеклянная колба. Борьке удаётся добраться до неё, но его сбивают на землю. Падая, он стреляет из рогатки по бутылке, озеро освобождается, и взбунтовавшиеся жители не дают крысам уйти, сбрасывая их в воду. Крысы, не умеющие плавать, тонут.
Часы почти пробивают полночь. Маша и Гоша отправляются к порталу между реальным и волшебным мирами, где они горюют по погибшим друзьям и признаются друг другу в любви. Неожиданно появляется Император и сообщает, что готов загадать своё желание. Гоша толкает Машу в портал, чтобы та спаслась. Дружелюбно настроенная утка забирает у Императора орех и передаёт Маше. В ярости узурпатор превращается в огромную крысу. Гоша смертельно ранит Императора мечом, но тот на последнем издыхании вынимает из себя оружие и бросает в Машу. Гоша закрывает её собой и тоже погибает. Падая в свой мир через портал, Маша со слезами просит Кракатук, чтобы её друзья были живы.
Маша приходит в сознание у себя дома, возле ёлки. Думая, что это всего лишь сон, она обнаруживает, что любимых игрушек нет на месте. Утром она выглядывает в окно и видит Борьку, Михея и Гошу живыми и в человеческом облике. Счастливая Маша выбегает к ним кататься на снегоходах.

## Съёмочная группа
- Режиссёр-постановщик: Егор Кончаловский;
- Режиссёры анимации: Роман Стариков и Владимир Толкачиков[2].
- Авторы музыки: Марк Эрман, Алексей Курбатов
- Дирижер:  Юрий Ткаченко
- Продюсеры: Александр Акопов, Леонард Блаватник, Галина Епишкина, Игорь Захаров, Александр Кузнецов, Наталия Шнейдерова.
- Музыкальные продюсеры: Марина Снежинская, Антон Шварц, «АМЕДИА МЬЮЗИК»
- Ответственный продюсер: Александр Акопов

### Сценарий
Авторы сценария — Александр Бачило, Леонид Каганов и Игорь Ткаченко по книге «Наша Маша и Волшебный орех» тех же авторов, которая вышла 10 ноября 2009.

### Озвучивание
Главные роли озвучивают:
- Анна Снаткина — Маша
- Всеволод Полищук — Гоша
- Тимур Родригез — Борька
- Антон Пампушный — Михей
- Владимир Зайцев — Император
- Оскар Кучера — Ник и Дик
- Мария Аронова — Утка
- Пётр Иващенко — Сказочник, Ниходим и другие мужские персонажи

## История создания
По воспоминаниям сценариста Леонида Каганова, изначально проект был задуман как детский мультфильм по мотивам сказки Гофмана «Щелкунчик». Первоначальный сценарий был посвящён игрушкам девочки Маши, среди которых был и Щелкунчик, и они сначала ревнуют её друг к другу, но становятся друзьями, спасая её от злодея. Над первой версией работали, помимо Каганова, аниматор Роман Стариков, продюсер Александр Кузнецов и второй сценарист Александр Бачило. Планировалось также поставить мюзикл по этой истории.
Однако по ходу работы проект сменил несколько студий, и каждый новый владелец переделывал всё по-своему, исходя из своих представлений об интересах молодёжи. От прямой связи с Гофманом отказались. Возраст целевой аудитории фильма постоянно повышали — сперва его решили ориентировать на подростков, а затем и на взрослых. В результате в фильме появилась любовная линия и эротические намёки, а Маша приобрела черты большегрудой нимфетки. На предварительных этапах съёмки использовалась обнажённая модель Маши, изначально — ради анатомической достоверности, но создателям это «так понравилось», что одежду ей добавили только перед окончательным рендерингом. Эту версию показывали фокус-группе из 3 девочек 12-16 лет. После бесконечных переделок, согласований и полного ухода фильма от изначальной концепции Каганов, Стариков и Кузнецов покинули проект, и он был завершён без их участия. Перед премьерой фильма Каганов резко раскритиковал в своём блоге то, в каком направлении ушёл проект, и неспособность продюсеров определиться с целевой аудиторией и стилистикой фильма.
2 августа 2007 года кинокомпания «Амедиа», студия «Амедиа Гала Фильм» и кинодистрибьютор «UPI-Russia» анонсировали выход в широкий прокат нового 3D-анимационного фильма «Кракатук». Премьера была отменена и впоследствии перенесена на 1 марта 2008 года, но тоже не состоялась. Следующая объявленная дата премьеры — 18 декабря 2008 года под именем «Наша Маша в Земляничной стране». Фильм перед новой премьерой был на 70 % перерисован, а его бюджет был увеличен с изначально запланированных $3 млн до $5 млн, но премьера опять не состоялась — из-за финансового кризиса проект был заморожен.
Премьера мультфильма состоялась 10 декабря 2009 года под названием «Наша Маша и волшебный орех». К выходу фильма была также опубликована книга на основе сценария, соавторами которой были указаны Леонид Каганов, Александр Бачило и Игорь Ткаченко.

## Саундтрек
Песни к фильму писали композиторы Максим Фадеев и Николай Крупатин, а исполняют их популярные среди подростков музыканты, среди которых группа «Корни», «Челси», «БиС», Виктория Дайнеко, Потап и Настя Каменских, Стас Пьеха, «Пицца» и другие.

## Критика

### Отзывы
Фильм получил преимущественно негативные оценки критиков. Большинство рецензий критикуют устаревшую, по их мнению, компьютерную графику, плохо проработанную анимацию (например, несоответствие движений губ персонажей с их речью), но особенно чрезмерную эротизацию Маши (в частности, прорисовку проступающих сквозь майку сосков), не соответствующую, по их мнению, ни образу 14-летней школьницы, ни жанру детского мультфильма. Дмитрий Жигалов (KinoNews.ru) отметил:
«…Маша с отчётливо выпирающими сосками под блузкой и мальчишки-подростки, вожделённо поглядывающие на неё, слишком уж большие, чтобы себя ассоциировали с ними пяти-восьми-летние, и слишком ещё наивно-примитивные, чтобы за ними было интересно следить зрителям постарше.»
На сайте IMDb фильм имеет рейтинг 1,9 из 10.

### От режиссёра
В 2007 году Егор Кончаловский рассказывал:
«Основу мультфильма — фильм с актёрами — мы сняли ещё в 2004 году, потом его рисовали в 3D анимации два с половиной года, стараясь передать пластику и мимику реальных людей. Главный режиссёр аниматоров Роман Стариков — замечательный художник, понимающий суть эклектики: ему каким-то чудом удалось объединить кибер-молодёжь, ар-деко и анимационный мейнстрим и наложить это всё на современный сюжет из жизни подростков. Я считаю, что в этом проекте его роль намного важнее, чем моя. Собственно его кропотливость и преданность картине меня подстегивали в работе, — рассказал Кончаловский. — Если честно, то поначалу я не хотел браться за мультфильм. И не взялся, если бы это был мой собственный проект. Но я авантюрист по натуре, и поддался на уговоры продюсеров».